# Reneé Rapp
Reneé Rapp est une auteure-compositrice-interprète et actrice américaine, née le 10 janvier 2000 aux États-Unis.
Elle commence sa carrière au théâtre en 2018 et fait ses débuts avec le rôle de Wendla dans une production régionale de la comédie musicale L'Éveil du printemps. Elle se fait connaitre l'année suivante en reprenant le rôle de Regina George dans Mean Girls à Broadway, l'adaptation en comédie musicale du film Lolita malgré moi. Elle reprend par la suite le rôle dans l'adaptation cinématographique du spectacle en 2024.
Rapp entame sa carrière musicale en 2021 quand elle signe chez Interscope Records et sort son premier EP intitulé Everything to Everyone. Il est suivi par son premier album studio, Snow Angel, en 2023.
Parallèlement, elle est également connue pour sa carrière d'actrice notamment avec le rôle de Leighton Murray dans la série télévisée The Sex Lives of College Girls.

## Biographie

### Jeunesse
Reneé Rapp est née le 10 janvier 2000 aux États-Unis. Elle étudie au Hopewell High School à Huntersville en Caroline du Nord avant d'être transférée à la Northwest School of the Arts.
En 2018, elle remporte le prix de la meilleure actrice aux Blumey Awards pour son rôle de Sandra dans la production du spectacle Big Fish par son lycée. Pour ce rôle, elle remporte également le prix de la meilleure performance par une actrice aux Jimmy Awards.

### Carrière
En 2018, Reneé Rapp décroche le rôle de Wendla dans une production régionale de la comédie musicale L'Éveil du printemps à Charlotte en Caroline du Nord. L'année suivante, elle signe pour remplacer Taylor Louderman durant ses congés pour le rôle de Regina George dans la comédie musicale Mean Girls à Broadway pour le mois de juin 2019. Quand Louderman quitte le spectacle en septembre 2019, Rapp rejoint la troupe définitivement pour la remplacer. Elle tiendra le rôle jusqu'à l'arrêt du spectacle en mars 2020.
En 2020, elle interprète Leighton Murray dans la série télévisée The Sex Lives of College Girls diffusée sur le service Max. Il s'agit de son premier rôle majeur à la télévision. L'année suivante, elle signe avec Interscope Records et lance sa carrière musicale avec la sortie d'un EP intitulée Everything to Everyone.
En 2023, Rapp sort son premier album studio, Snow Angel. Pour promouvoir l'album, elle lance sa première tournée mondiale intitulée Snow Hard Feelings Tour. En 2024, elle reprend le rôle de Regina dans Mean Girls : Lolita malgré moi, l'adaptation cinématographique du spectacle. Rapp dévoile alors que après la sortie du film, elle souhaite se concentrer sur sa carrière musicale. Il est également annoncé qu'elle quittera The Sex Lives of College Girls après la diffusion de la troisième saison.

## Vie privée
Reneé Rapp s’est longtemps identifiée comme bisexuelle, mais en 2024 elle se reconnaît lesbienne. Lors d'un épisode du Saturday Night Live du 20 janvier 2024, elle est présentée comme "la petite interne lesbienne, Reneé". Elle confirme par la suite son identité lesbienne dans une story instagram contenant une photo d'elle en compagnie de Megan Thee Stalion où elle se décrit comme une garde du corps lesbienne. Puis, elle prend la parole sur sa sexualité lors d'une émission de radio animée par Andy Cohen.

## Discographie

### Albums studio
- 2023 : Snow Angel
- 2025 : Bite Me

### EP
- 2022 : Everything to Everyone

## Théâtre
| Année     | Spectacle            | Rôle          | Théâtre                          |
| --------- | -------------------- | ------------- | -------------------------------- |
| 2018      | L'Éveil du printemps | Wendla        | Theatre Charlotte                |
| 2019-2020 | Mean Girls           | Regina George | August Wilson Theatre (Broadway) |

## Filmographie

### Cinéma
- 2024 : Mean Girls : Lolita malgré moi (Mean Girls) d'Arturo Perez Jr. et Samantha Jayne : Regina George

### Télévision
- 2021-2024 : The Sex Lives of College Girls : Leighton Murray (saisons 1-3)